# Хата моя
Хата моя — третій студійний альбом львівського гурту «Плач Єремії», виданий у 1997 році, на касетах.

## Композиції
1. Жінка
2. Хата моя
3. Ой хмариться!
4. Королева Де
5. Хата № 2
6. Морзе
7. Вона 2
8. О троянди
9. Якби ти була
10. Літаюча голова
11. Ти бачиш